# Monte Grappa
Monte Grappa M1 - stacja turyńskiego metra położona pod Corso Francia, w dzielnicy mieszkaniowej, na zachodnich obrzeżach Turynu. Istnieje możliwość przesiadki w linię autobusową numer 71.